# Anatolikon
Anatolikon je název jednoho z nejstarších themat v Byzantské říši, původně rozkládající se na jihu Malé Asie od pobřeží Egejského moře až k Lykaonii a Isaurii. Hlavní centrem Anatolikonu byla město Amorion. Zároveň se pravděpodobně jednalo o nejvýznamnější thema celé říše, čemuž napovídá fakt, že zdejší strategos (s titulem patrikios) velel 15 000 mužů. Za to pobíral plat ve výši 40 liber zlata, nejvyšší v říši. V roce 716 se místní strategos Leon vzbouřil proti císaři, podařilo se mu ho svrhnout a sám se chopil moci. Během své vlády oddělil od thematu západní území, ze kterého vznikl Thrakesion. V 9. století pak byla oddělena také východní část a z ní vytvořena Kappadokie. Poslední zmínka o Anatolikonu pochází z roku 1077, kdy se zdejší strategos Nikeforos Botaneiates stal císařem.

## Geografie a administrativní členění

Byzantská themata v Malé Asii okolo roku 740

Ve své klasické podobě od 8. do 9. století se thema rozpínalo přes starověké regiony Lykaóni, Pisidie, Isaurie a taky většinu Frýgie a části Galácie.  Původně thema Anatolikon zahrnovalo i oblasti západního a jižního pobřeží Malé Asie. Později (okolo roku 720) však byly vyděleny themata Thracesian a Cibyrrhaeot. Pod vládou císaře Theofila (829–842) východní a jihovýchodní oblasti, které čelily arabským nájezdům, byly odděleny. Tak vznikly nové pohraniční oblasti (kleisourai) Kappadokie (původně tzv. tourma themata Anatolikon) a Seleukie, které střežili severní vstup ke Kilikijské bráně.  Císař Leo VI. Moudrý (886–912) později vyčlenil oblast západně od jezera Tattal (Eudokias, Hagios Agapetos a Aphrazeia) a připojil je ke Kappadokii. Hlavní město Anatolikonu bylo Amorium. Po vyplenění města Abbásovci roku 838  bylo pravděpodobně přesunuto do blízké pevnosti Polybotos.